# Roman Simakov
Roman Nikolajevitj Simakov (ryska: Роман Николаевич Симаков), född 28 mars 1984 i Belovo, Ryska SFSR, Sovjetunionen, död 8 december 2011 i Jekaterinburg, Ryssland, var en rysk boxare. 
Simakov avled i sviterna efter en knockout under en match om den asiatiska WBC-titeln i lätt tungvikt i Jekaterinburg i december 2011 mot Sergej Kovaljov. Simakov fördes direkt till sjukhus och opererades omgående men hamnade i koma och avled.